# Lommegöl (Järeda socken, Småland)
Lommegöl är en sjö i Hultsfreds kommun i Småland och ingår i Emåns huvudavrinningsområde. Sjöns area är 0,012 kvadratkilometer och den befinner sig 131 meter över havet.